# An American Count
An American Count è un cortometraggio muto del 1910 prodotto dalla Lubin. Il nome del regista non viene riportato nei credit del film che venne sceneggiato da H.D. Hotaling (Arthur Hotaling).

## Trama
Clara Blakeman, una ricca ragazza americana, riceve da una sua amica francese una lettera nella quale le viene annunciato l'arrivo negli Stati Uniti del conte de Barbes, un aristocratico che viene per conoscerla e di cui le viene inviata anche una fotografia. Conquistata dall'idea di poter diventare contessa, Clara annuncia a Ralph, il suo innamorato, che il loro fidanzamento è rotto. Papà Blakeman, però, non ha nessuna intenzione di permetterle quel colpo di testa, anche perché preferisce mille volte un genero americano a un conte straniero. Così ha la bella pensata di imbrogliare la figlia presentandole un falso conte: porta Ralph da un truccatore che si ingegna di farlo assomigliare al ritratto arrivato con la lettera. Il conte fasullo si presenta a casa Blakeman dove, con le sue maniere garbate, conquista Clara sempre più decisa a sposarlo. Suo padre non ha niente da obiettare e dà subito il proprio consenso alle nozze, con gran gioia della ragazza. Si organizza il matrimonio, invitando alcuni amici ma dopo la cerimonia, papà Blakeman toglie il travestimento al "conte" mostrandolo com'è in realtà e dicendo alla figlia: "ecco qui, tuo marito non è altri che un vero cittadino americano". In quel momento arriva il vero conte. La sua venuta provoca il divertimento degli ospiti e del padrone di casa. Ma quando il conte si inginocchia per chiedere la mano di Clara, Blakeman chiama i servitori e lo fa buttare fuori di casa.

## Produzione
Il film fu prodotto dalla Lubin Manufacturing Company.

## Distribuzione
Distribuito dalla General Film Company, il film - un cortometraggio in una bobina - venne distribuito nelle sale statunitensi il 22 dicembre 1910.